# Soiuz 37
Soiuz 37 (rus: Союз 37, Unió 37) va ser un vol espacial tripulat de la Unió Soviètica en 1980 a l'estació espacial Saliut 6. Va ser la 13a missió i l'onzè acoblament amb èxit a l'estructura orbitadora. La tripulació de la Soiuz 37 va ser la tercera en visitar la tripulació resident de llarga duració del Soiuz 35.
Soiuz 37 va transportar el soviètic Víktor Gorbatko i Pham Tuân, el primer cosmonauta asiàtic i vietnamita, a l'espai. Van intercanviar la nau Soiuz amb la tripulació resident i van tornar a la Terra en el Soiuz 36, la tripulació de llarga duració posteriorment va utilitzar la nau per tornar a la Terra.

## Tripulació
| Posició         | Tripulació de llançament                                                  | Tripulació d'aterratge                           |
| --------------- | ------------------------------------------------------------------------- | ------------------------------------------------ |
| Comandant       | Víktor Gorbatko Tercer vol espacial Unió Soviètica                        | Leonid Popov Primer vol espacial Unió Soviètica  |
| Enginyer de vol | Pham Tuân Únic vol espacial Cosmonauta d'Investigació Interkosmos Vietnam | Valeri Riumin Tercer vol espacial Unió Soviètica |

### Tripulació de reserva
| Posició         | Tripulació                     | Tripulació                     |
| --------------- | ------------------------------ | ------------------------------ |
| Comandant       | Valeri Bykovsky Unió Soviètica | Valeri Bykovsky Unió Soviètica |
| Enginyer de vol | Bui Thanh Liem Vietnam         | Bui Thanh Liem Vietnam         |

## Paràmetres de la missió
- Massa: 6800 kg
- Perigeu: 197,8 km
- Apogeu: 293,1 km
- Inclinació: 51,61°
- Període: 89,12 minuts